# 53a Divisió (Exèrcit Popular de la República)
La 53a Divisió va ser una de les divisions de l'Exèrcit Popular de la República que es van organitzar durant la Guerra Civil espanyola sobre la base de les Brigades Mixtes. Va estar desplegada en el front de Llevant.

## Historial
Durant 1937 en el front Nord ja havia existit una divisió que va emprar aquesta numeració.
En la primavera de 1938, en el si del XVII Cos d'Exèrcit, es va crear una divisió que va rebre la numeració «53». El comandament va recaure en el capità d'infanteria de marina Eugenio Franquelo Ramírez. Al juny la divisió va ser enviada al front de Llevant, on —integrada en el XX Cos d'Exèrcit— va resistir l'ofensiva franquista que pretenia conquistar València. Durant la resta de la contesa la divisió va romandre en aquest front, sense participar en operacions militars de rellevància.
La divisió es va autodissoldre cap al final de la guerra, al març de 1939.

## Comandaments
Comdantes
- capità d'infanteria de marina Eugenio Franquelo Ramírez;[6]

Comissaris
- Juan Herráiz Benito, del PCE;[7]

Caps d'Estat Major
- tinent de milícies Isidro Sánchez-Covisa Meiro;[4]

## Ordre de batalla
| Data               | Cos d'Exèrcit adscrit | Brigades Mixtes integrades | Front de batalla |
| ------------------ | --------------------- | -------------------------- | ---------------- |
| 30 d'abril de 1938 | XVII Cos d'Exèrcit    | 192a, 193a i 194a          | Reserva general  |
| 28 de juny de 1938 | XX Cos d'Exèrcit      | 36a i 208a                 | Llevant          |
| Agost de 1938      | XX Cos d'Exèrcit      | 36a, 203a i 208a           | Llevant          |